# Chiesa di Santa Lucia a Monteorlando
La chiesa di Santa Lucia ed il convento dei Santi Michele e Lucia si trova in località di Santa Lucia a Monteorlando, nella frazione di San Martino a Gangalandi, nel comune di Lastra a Signa.

## Storia e descrizione
Nel 1638 i Francescani osservanti si stabilirono nel conventino costruito dal letterato fiorentino Giovanni Maria Cecchi, più di cinquanta anni prima, presso l'antica chiesa di San Michele a Castello, situata nel luogo in cui probabilmente si trovava l'antico Castello di Monte Orlando e che già fu parrocchia attestata fin dal XII secolo.
Alla metà del Settecento i Francescani ampliarono il convento e costruirono la chiesa, intitolata ai santi Lucia e Michele Arcangelo, che fu dotata di eleganti altari barocchi.
Oltre alle tele seicentesche raffiguranti l'Immacolata Concezione tra santi di Cesare Dandini e i Santi Antonio da Padova, Francesco, Lucia e Caterina d'Alessandria di Matteo Rosselli, vi furono collocati dipinti dei più importanti artisti dell'epoca tra i quali Matteo Bonechi, Pietro Marchesini (via Crucis, sportello del ciborio con l'Effusio sanguinis e pala con la Madonna col Bambino tra i Santi Filippo Neri e Bonaventura) e Mauro Soderini. Il refettorio conserva una tela dell'Ultima cena di Giovanni Pietro Naldini (1638).
In seguito alla positiva conclusione della conferenza dei servizi, tenutasi in data 24 febbraio 2020, a cui hanno partecipato: il privato proprietario della struttura, il comune ed altri enti pubblici, è stato presentato il progetto per il recupero dell'ex convento e la sua valorizzazione come struttura turistico recettiva con il restauro per il mantenimento del valore artistico della chiesa.